# Élection présidentielle américaine de 2008 au Maryland
 (avril 2024).
L'élection présidentielle américaine de 2008 au Maryland a lieu le 4 novembre 2008 comme dans les 49 États qui composent les États-Unis ainsi que le district de Columbia. Les électeurs marylandais choisissent des grands électeurs pour les représenter dans le collège électoral à travers un vote populaire. Le Maryland dispose en 2008 de 10 grands électeurs. L'État donne l'ensemble de ses grands électeurs au candidat du Parti démocrate, le sénateur de l'Illinois Barack Obama. 
Le candidat vainqueur de ce scrutin dans tout le pays sera également Obama, qui occupera la présidence des États-Unis du 20 janvier 2009 au 20 janvier 2017, ayant été réélu en 2012. 